# Habeas Corpus (film)
Habeas Corpus är en amerikansk komedifilm med Helan och Halvan från 1928 regisserad av Leo McCarey och James Parrott.

## Handling
Professor Padilla är en galen vetenskapsman vars plan är att utföra experiment på ett lik. Han ber Helan och Halvan att gå till en kyrkogård och gräva upp ett lik och ta med det till honom.

## Om filmen
Detta är duons första film med synkroniserad musik och ljudeffekter. Ljudbandet med originalljudet ansågs vara förlorat fram till 1990-talet då det återhittades.
Scenen när Helan går in i en nymålad lyktstolpe och får sin kostym täckt av färg återanvändes i duons senare film Dundergubbar som kom ut 1944 under den period som duon inte längre arbetade hos Hal Roach.
Delar av filmens handling återanvändes i kortfilmen Three Pests in a Mess med The Three Stooges som utkom 1945.

## Rollista
- Stan Laurel – Stan (Halvan)
- Oliver Hardy – Ollie (Helan)
- Richard Carle – professor Padilla
- Charley Rogers – betjänten Ledoux
- Leo Sulky – detektiv
- Charles A. Bachman – polis[1]